# Рива, Дж. Майкл
Джон Майкл Рива, известный как Джей Майкл Рива (англ. J. Michael Riva, 28 июня 1948, Нью-Йорк, США — 7 июня 2012, Новый Орлеан, Луизиана, США) — американский художник-постановщик.

## Биография
Родился в Нью-Йорке, в семье сценографа Уильяма Ривы и актрисы Марии Ривы, его бабушка по материнской линии звезда немецкого и американского кино Марлен Дитрих.
Рива был художником-постановщиком ко многим фильмам, в том числе к драме «Цветы лиловые полей», за которую он был номинирован на премию Американской киноакадемии.
Дж. Майкл Рива перенёс инсульт 1 июня 2012 года в Новом Орлеане, на съёмках фильма «Джанго освобождённый». Умер в больнице 7 июня 2012 года, в возрасте 63 лет.

## Избранная фильмография
- 1977 — «I Never Promised You a Rose Garden» (англ.)
- 1980 — «Брубэйкер»
- 1980 — «Обыкновенные люди»
- 1981 — «Хэллоуин 2»
- 1984 — «Приключения Бакару Банзая: Через восьмое измерение»
- 1985 — «Балбесы»
- 1985 — «Цветы лиловые полей»
- 1986 — «Золотой ребёнок»
- 1987 — «Смертельное оружие»
- 1988 — «Новая рождественская сказка»
- 1989 — «Смертельное оружие 2»
- 1989 — «Танго и Кэш»
- 1992 — «Стремящийся ввысь»
- 1992 — «Несколько хороших парней»
- 1993 — «Дэйв»
- 1994 — «Норт»
- 1995 — «Конго»
- 1998 — «Ливень»
- 1998 — «Шесть дней, семь ночей»
- 1998 — «Смертельное оружие 4»
- 1999 — «Дом ночных призраков»
- 2000 — «Ромео должен умереть»
- 2000 — «Ангелы Чарли»
- 2001 — «Эволюция»
- 2003 — «Ангелы Чарли: Только вперёд»
- 2005 — «Стелс»
- 2005 — «Затура: Космическое приключение»
- 2006 — «В погоне за счастьем»
- 2007 — «Человек-паук 3: Враг в отражении»
- 2008 — «Железный человек»
- 2008 — «Семь жизней»
- 2010 — «Железный человек 2»
- 2012 — «Новый Человек-паук» (картина вышла после смерти художника)
- 2012 — «Джанго освобождённый» (картина вышла после смерти художника)